# Предикат Королівський
Присудок Королівський або Предикат Королівський (нід. Predicaat Koninklijk, МФА: [ˈkoːnɪŋklək(ə)]) — почесне звання, яким король або королева в Бельгії та Нідерландах відзначають певні компанії та некомерційні організації у відповідній країні. Цю назву ввів Людовик Бонапарт 1807 року, що на той час був королем Голландії й нагородив ним культурні асоціації. Компанії, що отримують звання «Королівський», можуть використовувати його англійський еквівалент англ. Royal в англійському варіанті назви (наприклад Royal Dutch Shell).

## Присудження

### Нідерланди
Її Королівська Величність Беатрікс має право відзначити званням «Королівський» компанію або організацію.
Щоб бути висунутою на звання «Королівський», компанія або організація повинна задовольнити наступні умови:
- вона повинна бути лідером у своїй галузі;
- вона повинна мати національну важливість;
- вона має існувати принаймні протягом 100 років (в принципі).

Як правило, королева присуджує звання «Королівський» тільки одній компанії з галузі. Виняток: медичні та фінансові корпорації, як і політичні або релігійні організації.

### Бельгія
Король Бельгії може відзначити званням «Королівський» компанію або асоціацію, яка існує в Бельгії принаймні протягом п'ятдесяти років, хоча поодинокі винятки було зроблено у випадку великої важливості для суспільства.

## Приклади
- KLM — нідерландська авіакомпанія;
- Koninklijke Philips Electronics N.V. — великий міжнародний концерн, що працює в галузі електроніки;
- Grolsch — нідерландська пивоварня;
- Royal Dutch Shell — транснаціональна корпорація;
- Оркестр Консертгебау — провідний симфонічний оркестр Нідерландів.